# Otfried Mickler
Otfried Mickler (* 20. September 1940 in Bielitz/Oberschlesien) ist ein deutscher Soziologe.

## Werdegang
Nach dem Abitur (1960) in Bad Gandersheim studierte Mickler Maschinenbau an der TH Braunschweig (Abschluss: Diplom-Ingenieur). Anschließend studierte er Soziologie an der Universität Göttingen und promovierte dort 1975 zum Dr. disc. pol. (Thema: Technik, Arbeitsorganisation und Arbeit in der automatisierten Produktion). Mickler wurde 1975 Forschungsdirektor am Soziologischen Forschungsinstitut Göttingen (SOFI). 1981 folgte ebenfalls in Göttingen seine Habilitation in Industriesoziologie (Thema: Facharbeit im Wandel). Seit 1983 ist er Professor für Industriesoziologie und empirische Sozialforschung an der Universität Hannover (seit 2005 Emeritus). Mickler war 1988 Gastprofessor am Imperial College, London und 1992 Gastprofessor am Massachusetts Institute of Technology (MIT), Cambridge, USA.